# SS Oriana (1959)

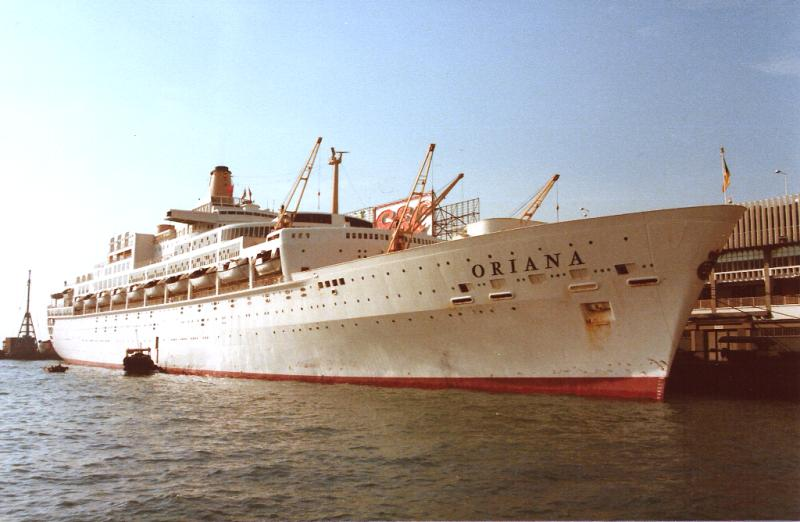
SS Oriana

SS Oriana — последний из океанских лайнеров компании Orient Steam Navigation Company. Он был построен в Викерс-Армстронгсе, Барроу-ин-Фернесс, Камбрия, Англия и спущен на воду 3 ноября 1959 года принцессой Александрой. Корпус корабля имел золотистый оттенок, присущий многим судам этой компании. Вплоть до 1966 года SS Oriana выполнял маршруты согласно трафику компании Orient Line, а после 1966 года эта компания была полностью поглощена группой P&O. В период между 1981 годом и отставкой судна, спустя пять лет с начала службы, Ориана базировалась в Сиднее, Австралия, работая в портах Тихого океана и Юго-Восточной Азии. В начале 1986 года лайнер был продан в качестве плавучего отеля и туристической достопримечательности в Японию, а затем в Китай.

## История
В мае 1954 года компания Orient Steam Navigation начала рассматривать возможность замены SS Orontes и RMS Orion на маршруте Великобритания-Австралия.
Первый рейс Орианы был совершен из Саутгемптона в Сидней в декабре 1960 года, во время этого рейса «Ориана» была первым океанским лайнером, пришвартовавшимся к пассажирскому терминалу Фримантла. Имея 41 915 брутто-тонн и вместимость более 2000 пассажиров в двух классах (первый и туристический), Oriana ненадолго стала крупнейшим пассажирским лайнером, обслуживающим маршрут Великобритания-Австралия и Новая Зеландия, вплоть до введения 45 733-тонного SS Canberra в 1961 году. Однако «Канберра» никогда не могла сравниться с «Орианой» по скорости, поскольку последняя развивала скорость до 30,64 узлов во время своих предварительных испытаний в 1960 году и обладала трофеем «Золотой петушок» за самый быстрый корабль во флоте P&O, который она сохранила до выхода в отставку в 1986 году, когда он был возвращен «Канберре» (несмотря на то, что скорость «Канберры» к тому времени была снижена до 23 узлов). Во время последнего круиза по Канберре «Золотой петушок» был передан новому MV Oriana, когда оба корабля встали на якорь у Канн и отправили шлюпки, чтобы выполнить передачу.
В августе 1970 года на «Ориане» произошел пожар, когда выходила из Саутгемптона. Это случилось, когда котельная загорелась в начале своего путешествия через Атлантику по пути в США, Новую Зеландию и Австралию. Ремонт занял больше двух недель.
С 1973 года «Ориана» была преобразована в круизное судно, а с 1981 года и до выхода на пенсию в марте 1986 года базировалась в Сиднее. После двухмесячной стоянки на Пирмонтской пристани № 21 в Сиднее судно было продано и направлено в Осаку, чтобы стать плавучим отелем. Корабль служил плавучим музеем в Беппу, Оита с 1987 года, но это предприятие в конечном счете не увенчалось успехом, и впоследствии он был продан китайцам в 1995 году. Судно служило плавучей гостиницей и туристической достопримечательностью Шанхая до 2002 года, когда оно было переведено в Далянь. 
Название Oriana было присвоено другому кораблю P&O Cruises в 1995 году - MV Oriana.